# Chiesa dei Santi Michele e Frediano
La Chiesa dei Santi Michele e Frediano è un edificio sacro che sorge a Malocchio, frazione di Buggiano, provincia di Pistoia, e fa parte della diocesi di Pescia.

## Storia
La chiesa compare nel catalogo delle chiese lucchesi del 1260. Ha assunto le forme attuali nel 1571. Fu eretta in parrocchia nel 1783 con rescritto del granduca Pietro Leopoldo di Lorena. 
Al suo interno conserva una tavola di scuola fiorentina del XVI secolo attribuita al Maestro di Serumido e raffigurante il Matrimonio mistico di Santa Caterina tra i santi Benedetto e Frediano entro una cornice formata da pilastri laterali ornati a grottesche.